# Fran Krsto Frankopan

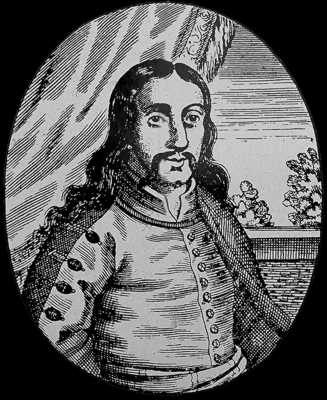
Fran Krsto Frankopan (1643-1671)

Fran Krsto Frankopan (ur. 4 marca 1643 w Bosiljevie w Chorwacji, zm. 30 kwietnia 1671) – chorwacki szlachcic z rodziny Frankopanów, poeta i polityk.
Był bratem przyrodnim Katariny Zrinskiej, szwagrem Petara Zrinskiego. Z Petarem Zrinskim zorganizował nieudany spisek chorwackich i węgierskich możnowładców, którym nie podobała się absolutystyczna polityka Habsburgów.
11 kwietnia 1671 roku sąd oskarżył Petara Zrinskiego, że chciał zostać władcą (czyli działał przeciw Habsburgom, cesarzowi Leopoldowi I), a Frana Krsto Frankopana oskarżył o zorganizowanie spisku. Fran Krsto Frankopan i Petar Zrinski zostali straceni 30 kwietnia 1671 roku w Wiener Neustadt.